# Relations entre l'Ouzbékistan et la Pologne
Les relations entre la Pologne et l'Ouzbékistan sont bonnes ; elles sont basées sur un commerce croissant et une coopération politique et éducative. Les deux pays sont membres à part entière de l'OSCE et des Nations Unies.

## Aperçu historique

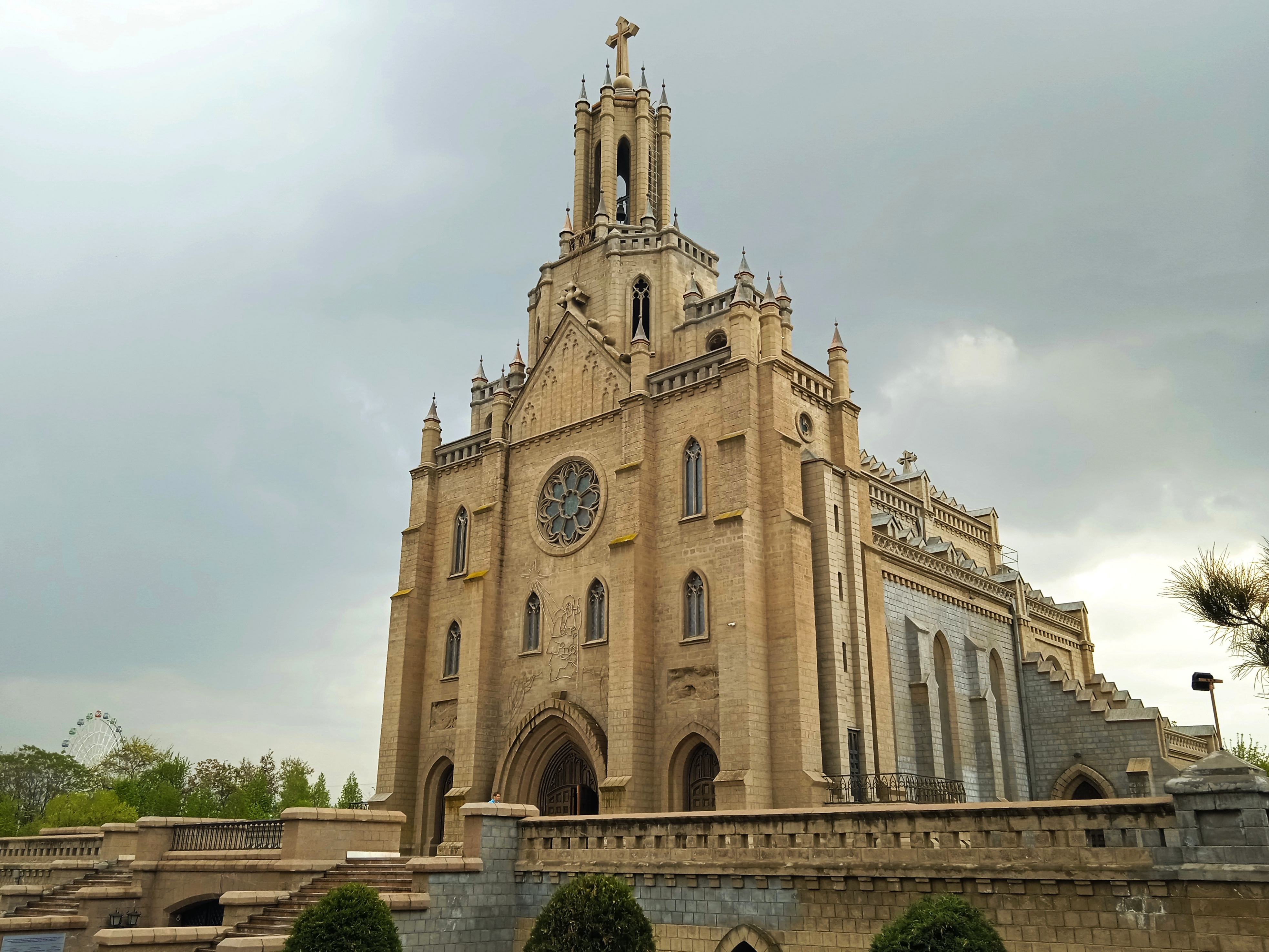
La cathédrale du Sacré-Cœur de Tachkent, également connue sous le nom d'Église polonaise

Il existe plusieurs similitudes historiques entre la Pologne et l’Ouzbékistan. Depuis la fin du Moyen Âge, les deux nations ont été des puissances régionales dans leurs régions respectives (l'Europe centrale et l'Asie centrale,,,), comptant de nombreux centres d'apprentissage (principalement Cracovie et Boukhara,) ainsi que des métropoles culturelles et politiques, dont l'importance se reflète dans une architecture magnifique — certaines, comme Cracovie, Toruń, Varsovie, Samarcande et Boukhara, étant désormais inscrits au patrimoine mondial de l'UNESCO. Les Polonais et les Ouzbeks ont subi plusieurs invasions étrangères, notamment russes, et leurs États ont décliné au XVIIIe siècle, pour finalement perdre leur indépendance au profit de la Russie.
Le territoire ouzbek sous contrôle russe était l'un des endroits vers lesquels les Polonais étaient soit déportés en tant que prisonniers politiques, soit envoyés après avoir été enrôlés dans l'armée russe. Les Polonais ont construit la cathédrale du Sacré-Cœur à Tachkent, également connue sous le nom d'église polonaise — aujourd'hui un site du patrimoine culturel de la capitale ouzbèke. Après la Première Guerre mondiale, la Pologne a retrouvé son indépendance ; cependant, les Ouzbeks sont quant à eux tombés sous la domination soviétique.

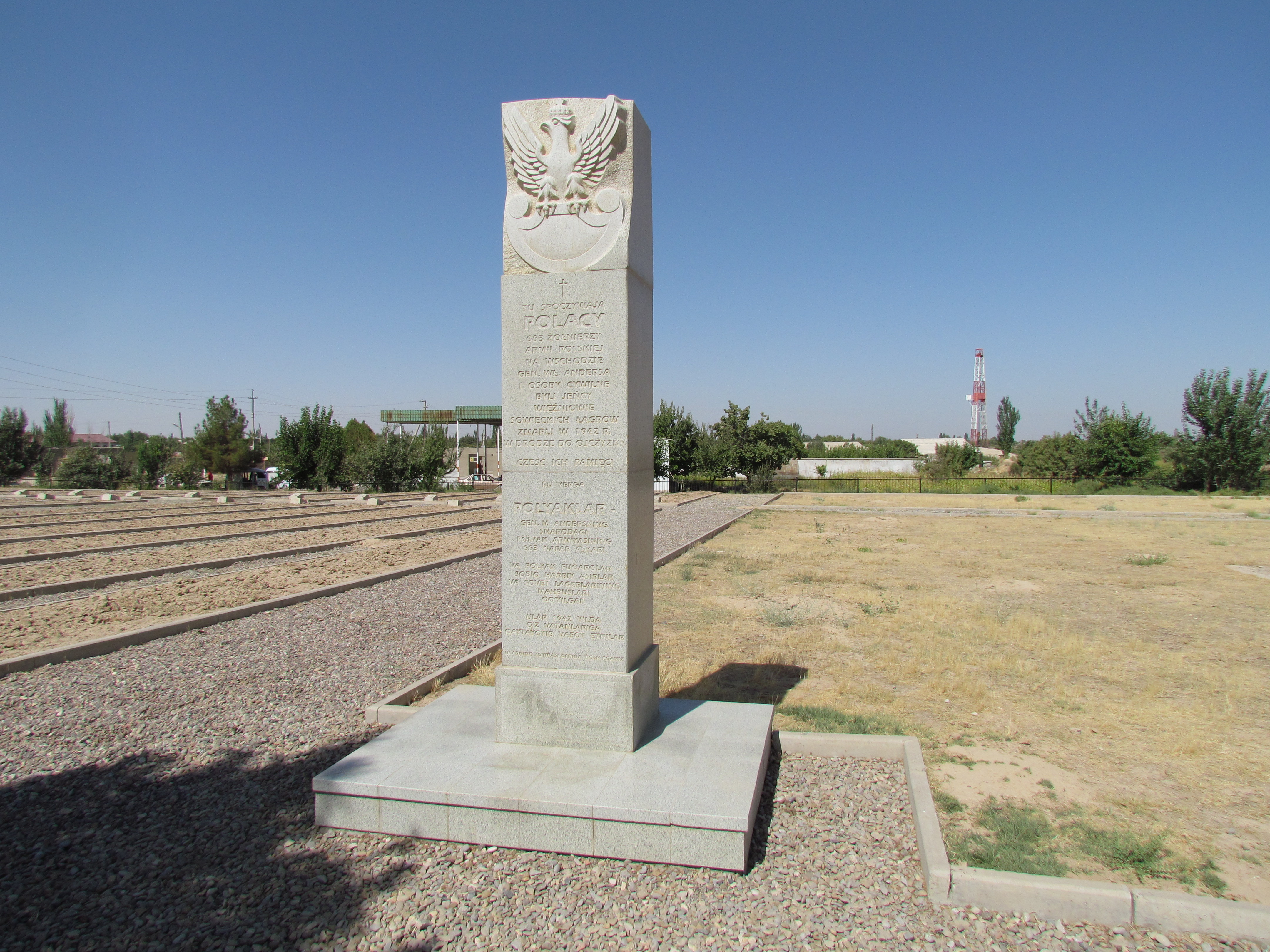
Cimetière de guerre polonais à G'uzor.

À la suite de l'invasion de la Pologne, la République socialiste soviétique d'Ouzbékistan devient l'une des destinations des déportations des Polonais de l'est de la Pologne occupée par les Soviétiques. Après l'accord Sikorski-Mayski, un poste diplomatique polonais fut créé à Tachkent en 1941, puis transféré à Samarcande en mars 1942, laissant Władysław Bugajski comme représentant de la Pologne à Tachkent. Au début 1942, l'armée polonaise d'Anders et des milliers de civils furent transférés dans les RSS d'Ouzbékistan et de Kirghizistan, et G'uzor devint le centre organisationnel de l'armée. Les Polonais souffrent d'épidémies et de famine ; aussi, des centres alimentaires temporaires, des orphelinats, des cliniques, et des petits hôpitaux sont-ils ouverts ; mais 2 500 soldats et de nombreux autres civils succombent malgré tout aux dures conditions,.
Les cimetières militaires polonais, situés dans 15 villes d'Ouzbékistan (dont Chiroqchi, G'uzor, Djizak, Karmana, Kenimekh, Kitob, Marguilan, Olmazor, Karchi, Chakhrisabz, Tachkent, Yakkabogʻ, Yangiyo‘l) sont un témoin de cette époque. À partir de la mi-1942, les Soviétiques cherchent à contrecarrer les efforts polonais pour améliorer la situation et ont procédé à l'arrestation du personnel des postes diplomatiques polonais, d'abord Władysław Bugajski à Tachkent en mai 1942, puis du personnel du poste à Samarcande en juillet 1942, qu'ils font d'ailleurs fermer,. En 1942, l'armée d'Anders et de nombreux civils sont évacués vers l'Iran. En 1943, selon les données soviétiques, il y avait encore plus de 25 000 citoyens polonais en Ouzbékistan. Après la guerre, plus de 32 000 Polonais furent rapatriés de la RSS d’Ouzbékistan vers la Pologne en 1946-1948.

## Relations actuelles

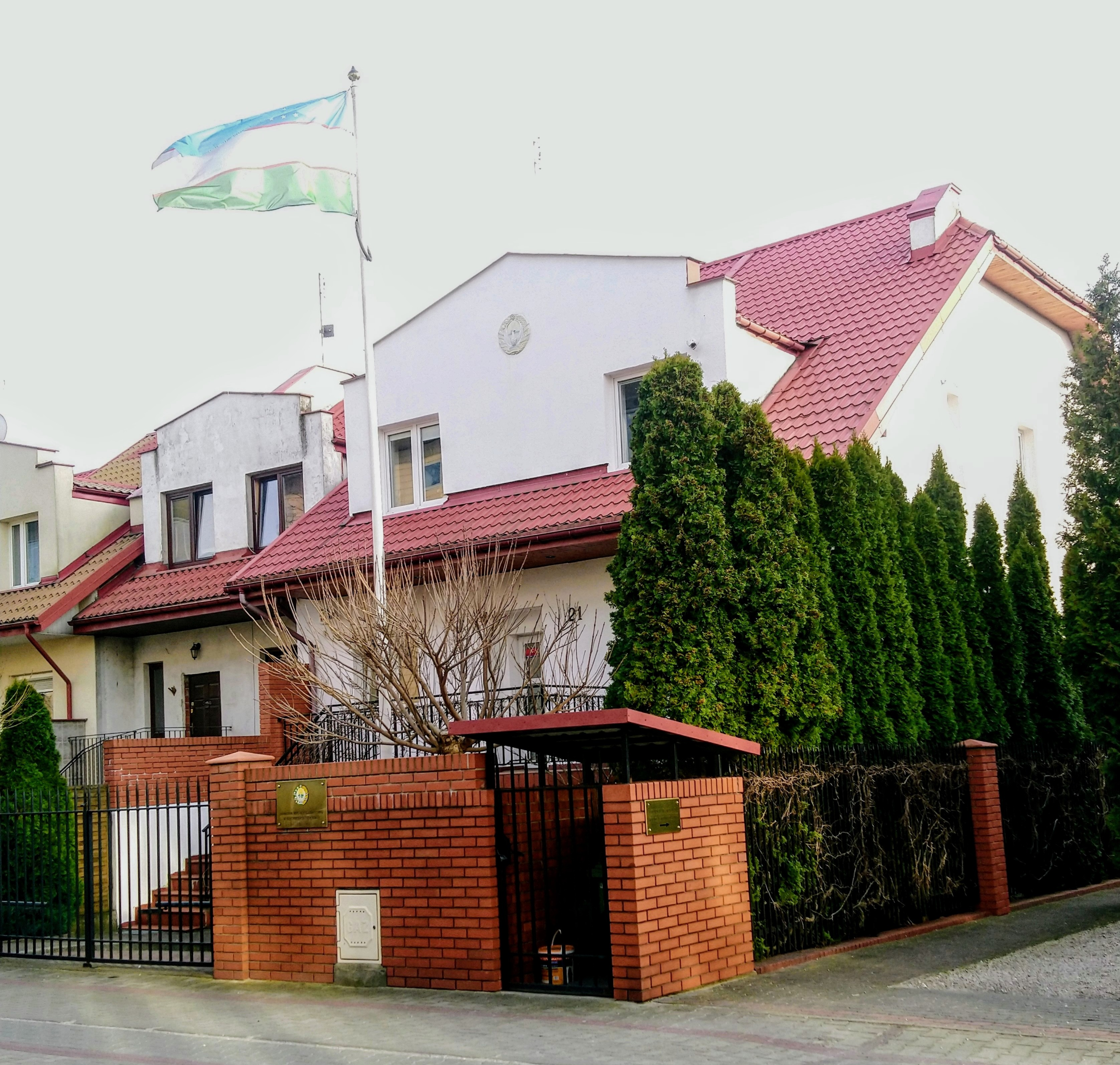
l'Ambassade du Ouzbékistan à Varsovie

La Pologne reconnaît l'Ouzbékistan peu après sa déclaration d'indépendance et des relations bilatérales sont établies en 1992. Plusieurs accords ont été signés en 1995, dont un accord contre la double imposition, un traité d'amitié et de coopération et un accord de coopération culturelle.
En août 2021, lors de l'offensive des talibans en Afghanistan, l'Ouzbékistan a aidé la Pologne à évacuer plus de 1 200 personnes, dont des ressortissants polonais, d'Afghanistan. En septembre 2021, la Pologne a fait don de plus de 250 000 vaccins contre la COVID-19 à l’Ouzbékistan.
En 2023, une commission historique polono-ouzbèke est créée par le Musée commémoratif des Sybirak de Białystok, le Musée de la Seconde Guerre mondiale de Gdańsk et l'Université nationale d'Ouzbékistan à Tachkent pour faciliter la recherche et la vulgarisation de l'histoire commune des deux nations.

## Missions diplomatiques
- La Pologne a une ambassade à Tachkent.
- L'Ouzbékistan dispose d'une ambassade à Varsovie et d'un consulat honoraire à Poznań[14].